# Bioma Pampa-Quebradas del Norte
Bioma Pampa-Quebradas del Norte es un área protegida de Uruguay y reserva de la biósfera del Programa sobre el Hombre y la Biosfera de la UNESCO desde el año 2014, ubicada en el Departamento de Rivera.

## Características
La reserva de la biósfera Bioma Pampa—Quebradas del Norte se extiende por un área de 110 882 hectáreas al este de la Cuchilla de Haedo en el noroeste del departamento de Rivera, limitando con el departamento de Tacuarembó, el de Artigas hasta la frontera con Brasil, excluyendo las ciudades de Tranqueras y Rivera. Comprende varias clases de ecosistemas, como un bosque primario de selva subtropical y de pampa de praderas templadas. Incluye dentro de sí al Paisaje protegido Valle del Lunarejo.
Esta zona protegida contiene una serie de manantiales en una red fluvial importante que fluye hacia el río Tacuarembó, en un área caracterizada por las cuchillas y quebradas. Aquí se desarrollan estratos herbáceos de alta riqueza vegetal de las familias Poaceae, Fabaceae, Orchidaceae y Asteraceae.
Esta región es una zona de nidificación importante para muchas especies de aves. Además, también es hogar de algunas especies raras de anfibios, como la ranita uruguaya (Scinax uruguayus, también denominada Hyla uruguaya) y el sapito de Devicenzi (Melanophryniscus devincenzii), y de repitles como la víbora de cascabel (Crotalus durissus terrificus).

## Zonas ecológicas
La reserva se divide en tres zonas ecológicas:
- La zona núcleo, en la que hay un ecosistema protegido estrictamente con el propósito de conservar los ecosistemas y especies. Esta coincide aproximadamente con los del Paisaje protegido Valle del Lunarejo.
- La zona tampón, rodeando la zona núcleo, donde las actividades permitidas son aquellas compatibles con prácticas ecológicas que contributyan a la investigación, control, capacitación y educación científica, como la educación ambiental, ecoturismo o recreación.
- La zona de transición, es una zona de uso múltiple en las que las actividades autorizadas aumentan, como el aprovechamiento de la agricultura. Esta corresponde a la sección más oriental de la reserva.

## Funciones
Como reserva de la biósfera cumple tres funciones:
- Conservación de la naturaleza.
- Desarrollo sostenible social, cultural y ecológicamente.
- Apoyo logístico a proyectos de educación, consciencia pública, investigación y capacitación sobre el medio ambiente.

## Actividades humanas
En el territorio de la reserva viven alrededor de 2000 habitantes en pequeños poblados rurales. La población se dedica primordialmente a actividades agrarias, aunque también al agroturismo. La reserva es una importante fuente de plantas medicinales para la población rural, productos que especialmente las personas de menor poder adquisitivo vende en puestos callejeros en la ciudad de Rivera, aunque también son cultivadas por la gente de nivel socioeconómico alto que vive dentro de las tierras de la reserva.
Por otra parte, con la designación como reserva de la biósfera se busca reforzar las tradiciones gauchescas y desarrollo de la investigación biológica de la academia y manejo de técnicas de producción con menos impacto medioambiental.

## Incorporación a la Red Mundial de Reservas de la Biósfera
La postulación de esta área fue realizada por la Intendencia de Rivera y la Dirección Nacional de Medio Ambiente del Ministerio de Vivienda, Ordenamiento Territorial y Medio Ambiente (actualmente esta dirección pertenece al Ministerio de Ambiente), afirmando que es el remanente más al sur de la flora tropical de la mata atlántica, inserta sobre un bioma característico de pradera templada, siendo un corredor biológico para la distribución de especies de flora y fauna subtropicales en la zona templada.
En la reunión del 10 al 13 de junio de 2014 del Consejo Internacional de Coordinación del Programa sobre el Hombre y la Biósfera realizada en Suecia se resolvió la incorporación de Quebradas del Norte junto a otros doce sitios de otras partes del mundo, por lo cual esta reserva es el segundo sitio reconocido como «reserva de la biósfera» en Uruguay.